# Pierleone da Acqualagna
Pierleone da Acqualagna (fl. XVI secolo) è stato un pittore italiano.

## Biografia
Attivo a Roma nel '500, fu autore di scene storiche. È citato da Giovanni Pietro Bellori come primo insegnante di Federico Barocci.